# Bakartxo Tejeria
María Soledad Tejería Otermin (San Sebastián, Guipúzcoa, 28 de marzo de 1971) conocida como Bakartxo Tejeria, es una abogada y política española, actual presidenta del Parlamento Vasco desde 2012.
Actualmente es diputada del Parlamento Vasco desde 2001 y desde 2012 es la presidenta del Parlamento Vasco. Anteriormente fue la alcaldesa de Villabona entre los años 2003 y 2007 y concejal de la corporación local de Villabona entre 1991 y 2011.

## Biografía
Nació en San Sebastián, aunque siendo muy pequeña se trasladó con su familia a vivir a Villabona. Bakartxo Tejeria estudió Derecho en la Universidad del País Vasco. Tras finalizar sus estudios trabajó como abogada y como juez de paz. Está casada y tiene cuatro hijos.

## Trayectoria política
Con 27 años de edad, fue elegida concejal en el Ayuntamiento de Villabona. Durante su primera legislatura en la institución local estuvo en la oposición. En las elecciones municipales de 2003 se presentó como candidata de la coalición PNV-EA a la alcaldía de Villabona, la izquierda abertzale no pudo concurrir debido a su ilegalización en aplicación de la Ley de Partidos. La prohibición de participar en las elecciones a uno de los principales partidos políticos, facilitó que la coalición PNV-EA con ella a la cabeza ganase las elecciones con una holgada mayoría absoluta, concretamente obtuvo 10 de los 13 concejales del Ayuntamiento.
En las elecciones municipales de 2007 volvió a presentarse para revalidar el cargo de alcaldesa, sin embargo la candidatura abertzale de Acción Nacionalista Vasca fue la lista más votada. Villabona fue uno de los municipios donde la formación independentista pasó el filtro de la Ley de Partidos. Maixabel Arrieta, la candidata de ANV, la sustituyó en la alcaldía, cargo que ya había ocupado cuatro años antes con el partido Euskal Herritarrok antes de su ilegalización.
En 2001 fue elegida por primera vez diputada del Parlamento Vasco dentro de la coalición PNV-EA, cargo que ha ido renovando hasta la actualidad.
Forma parte del Gipuzko Buru Batzar, máximo órgano ejecutivo del PNV en Guipúzcoa, se le considera una política afín al sector liderado por Joseba Egibar.
El 20 de noviembre de 2012 fue elegida Presidenta del Parlamento Vasco en segunda vuelta, gracias a los 27 votos emitidos por su grupo parlamentario. Es la tercera mujer en alcanzar dicho puesto.
En 2016 fue reelegida Presidenta del Parlamento Vasco y en 2020 y 2024 fue reelegida Presidenta del Parlamento Vasco por tercera y cuarta vez, respectivamente.